# Resolució 390 del Consell de Seguretat de les Nacions Unides
La Resolució 390 del Consell de Seguretat de les Nacions Unides, aprovada el 28 de maig de 1976, va considerar un informe del Secretari General de les Nacions Unides sobre la Força de les Nacions Unides d'Observació de la Separació. El Consell va prendre nota dels esforços realitzats per establir una pau duradora i justa a l'Orient Mitjà, però va expressar la seva preocupació per l'estat de tensió vigent a la zona. La Resolució va decidir:
(a) Demana a les parts interessades que implementin immediatament la resolució 338 del Consell de Seguretat (1973) del 22 d'octubre de 1973;
(b) Renovar el mandat de la Força de les Nacions Unides d'Observació de la Separació per un altre període de sis mesos;
(c) Demanar al Secretari General que presenti al final d'aquest període un informe sobre l'evolució de la situació i les mesures adoptades per aplicar la resolució 338 (1973).
La resolució es va aprovar amb 13 vots; Xina i Líbia no van participar en la votació.